# Марей-ан-Франс
Марей-ан-Франс (фр. Mareil-en-France) — муниципалитет во Франции, в регионе Иль-де-Франс, департамент Валь-д'Уаз. Население — 498 человек (1999). Муниципалитет расположен на расстоянии около 25 км севернее Парижа, 28 км восточнее Сержи.

## Демография
Динамика населения (Cassini и INSEE):